# 닉 압둘 아지즈 빈 닉 맛
닉 압둘 아지즈 빈 닉 맛(말레이어: Nik Abdul Aziz bin Nik Mat 1931년 1월 10일 ~ 2015년 2월 12일)은 말레이시아의 이슬람 정치인으로 1990년부터 2013년까지 클란탄 주의 주수상으로 재직했다. 이슬람 원리주의 정당인 범말레이시아이슬람당(PAS)의 정신적 지도자였으며, 특유의 이슬람 원리주의 성향으로 때로는 존경받기도, 비난받기도 했다. 1967년부터 48년간 행정 경험을 쌓았고, 1990년 클란탄의 주수상으로 선출된 뒤 23년간 장기집권하며 적지 않은 영향력을 끼쳤다. 2015년 2월 12일, 코타바루에서 향년 85세의 일기로 타계했다.

## 논란과 비판

### 비무슬림의 '알라' 사용 논란
2012년 한 기독교 신문이 '알라'라는 단어를 사용해 물의를 빚자, 당의 종교적 조언자인 닉 압둘 아지즈 빈 닉 맛은 이에 대해 "무슬림이 아니더라도 '알라'라는 단어는 사용할 수 있다"고 주장했다. 하지만 이를 두고 당에서 큰 논란이 일었는데 일부는 '된다', 일부는 '안된다'고 하여 곤란에 처했다. 후에 닉은 입장을 수정하였으며 "'알라'라는 단어를 사용할 때에는 반드시 '알라'가 '하나님'임을 밝혀야 하며, 다른 종교를 믿는 이들이 사용하는 것은 옳지 않다"고 주장했다.

### 성차별 논란
아지즈는 여성 차별적인 발언으로 종종 물의를 빚었다. 1999년 그는 미인은 공직에 진출하면 안된다고 발언해 논란을 불러 일으켰는데, 이유는 "하나님의 축복으로 아름다운 외모를 갖춘 여성들은 직업을 구하지 못해도 통상 부자 남편을 맞는다"면서 "못생긴 여성들에게 공평한 기회를 주기 위한 것"이었다. 이에 "회교 자매들"을 비롯한 말레이시아의 여성 단체들이 그를 "여성 차별주의자"라고 맹렬히 비난했으며, 여성을 성의 대상으로만 보는 견해를 즉각 철회할 것을 촉구했다.
1998년부터 2005년까지 클란탄 주에서는 대중공연 및 연예오락이 불법이었는데, 그는 "여성들은 자신의 이익을 꾀하는 이들에게 착취당하고 있다"며 "이슬람은 마음을 타락시키는 연예오락을 금지하고 있다"고 밝혔다. 2005년 9월 30일 남성에 한해서 허락했으나 여성은 여전히 제한되었다.
2003년에는 "여성이 립스틱을 바르는 것은 강간을 초래할 수 있다"고 발언해 논란이 되었다.